# Auf der anderen Seite
Auf der anderen Seite (türkisch Yaşamın Kıyısında, englisch The Edge of Heaven) ist ein deutsch-türkisches Filmdrama von Fatih Akin nach eigenem Drehbuch. Der vielfach ausgezeichnete Film ist der zweite Teil der Trilogie Liebe, Tod und Teufel, die 2004 mit Gegen die Wand begann und 2014 mit The Cut beendet wurde. Er erzählt das miteinander verflochtene Schicksal von sechs Menschen aus drei Familien und zwei Generationen sowohl deutscher als auch türkischer Herkunft. In beiden Ländern spielend, ist er in drei Teile gegliedert, die jeweils eine Kapitelüberschrift tragen.

## Handlung
Yeters TodYeter, eine Prostituierte aus Bremen, bekommt von einem Kunden, dem wie sie türkischstämmigen, im Ruhestand lebenden Witwer Ali, das Angebot, seine Lebensgefährtin zu werden, ohne dadurch finanziell einzubüßen. Da ihr zur gleichen Zeit von zwei jungen Muslimen gedroht wird, sie solle ihren Beruf aufgeben, willigt sie ein und zieht zu ihm. Dort lernt sie dessen Sohn Nejat kennen, einen Germanistikprofessor, der seinen Vater des Öfteren besucht. Kurze Zeit später erleidet Ali einen schweren Herzinfarkt. Zurück aus der Klinik, benimmt er sich renitent, ordinär und machohaft. Als Yeter droht auszuziehen, schlägt er sie; sie stürzt unglücklich und verletzt sich tödlich. Ali kommt ins Gefängnis.
Nejat, der sich von seinem Vater lossagt und ihn als „Mörder“ bezeichnet, begibt sich nach Istanbul, um Yeters Tochter Ayten aufzuspüren. Yeter hatte ihm erzählt, sie habe den Kontakt zu der 27-Jährigen verloren, habe ihr vorher ab und an Schuhe geschickt (um die Illusion zu nähren, sie arbeite in einem Schuhgeschäft), wolle ihr aber am liebsten eine gute Ausbildung finanzieren. Dies gibt Nejat dann als seinen eigenen Wunsch an auf die Frage der Behörden, warum er nach Ayten suche. Yeters Familie in der Türkei weiß auch nichts über ihren Verbleib, hilft ihm aber bei der Suche. Als er damit beginnt, Flyer mit Yeters Konterfei zu verteilen, stößt er auf eine deutschsprachige Buchhandlung, die zum Verkauf angeboten wird. Nejat übernimmt sie und bleibt in Istanbul.
Lottes TodDer zweite Teil beginnt am selben Tag wie der erste und mit Blick auf das gleiche Ereignis: eine Demonstration zum 1. Mai, allerdings in Istanbul, und kontrastiv angelegt als Großveranstaltung mit politischem Sprengstoff. Bei dieser wird ein verdeckt ermittelnder Polizist enttarnt und niedergeschlagen, wobei er seine Pistole verliert; diese landet bei Ayten, der es gelingt, sie auf einer Dachterrasse zu verstecken. Sie gehört zu einer Zelle linker Politaktivisten, die auffliegt, weil Ayten auf der Flucht ihr Handy verloren hat; zufällig ist sie bei der Verhaftung abwesend und beschließt, mit einem gefälschten Pass nach Deutschland zu fliegen und in Hamburg unterzutauchen. Als sie sich jedoch von der dortigen Kontaktgruppe im Streit trennt und eine erste Suche nach ihrer Mutter in Bremer Schuhläden fehlschlägt, steht sie allein und mittellos da. Auf dem Campus der Universität bittet sie die Studentin Lotte, ihr ein Mittagessen zu bezahlen, und bekommt viel mehr als erwartet. Lotte ist selbst auf der Suche: nach einer Aufgabe, nach Liebe, nach einer Bindung, die sie von ihrer Mutter abnabelt. So nimmt sie Ayten kurzerhand in die mütterliche Wohnung mit zu sich, hilft ihr bei der weiteren Suche nach Yeter und beginnt ein Verhältnis mit ihr. Bei einer polizeilichen Routinekontrolle jedoch gerät Ayten in Panik; sie flieht, wird gestellt und beruft sich auf ihr Asylrecht. Ihr Antragsverfahren, von Lottes Mutter Susanne finanziert, wird nach einem Jahr abschlägig beschieden; Ayten wird in die Türkei ausgewiesen.
Lotte folgt ihr und erfährt, dass sie sofort inhaftiert wurde und ihr als Mitglied einer „bewaffneten Organisation“ möglicherweise 15 bis 20 Jahre Gefängnis drohen. Durch die vage Aussicht auf eine Besuchserlaubnis getröstet, beschließt sie (gegen den Widerstand ihrer Mutter, die ihr weitere Unterstützung verweigert) zu bleiben. Die Suche nach einer Unterkunft führt sie auch in Nejats Buchhandlung, der ihr anbietet, bei ihm zur Untermiete zu wohnen. Der Besuch im Untersuchungsgefängnis hingegen hat fatale Folgen. Von ihrer Gruppe zur Beschaffung der versteckten Pistole gedrängt, bittet Ayten die ihr ergebene Lotte um Mithilfe. Lotte bringt die Waffe an sich, doch unterwegs entreißen Straßenjungs ihr die Umhängetasche. Als sie die Flüchtigen stellt, haben diese gerade die unerwartete Beute entdeckt; im Affekt schießt einer auf sie und trifft tödlich.
Auf der anderen SeiteVom Tod ihrer Tochter in Kenntnis gesetzt, fliegt nun auch Susanne nach Istanbul. Sie trifft sich mit Nejat, übernachtet in Lottes Zimmer, liest ihr Tagebuch und bleibt. Indem auch sie Ayten besucht, setzt sie Lottes Mission fort und hat damit, wenngleich indirekt, Erfolg. Ayten bittet um Vergebung und bereut. Da sie ihre Reue auch der Justiz gegenüber bekundet, wird sie freigelassen. Zurück in Istanbul, nimmt sie Susannes Angebot an, zunächst bei Nejat unterzukommen, dessen Wohnung und Buchhandlung er Susanne in seiner Abwesenheit übertragen hat. Nejat hatte erfahren, dass sein Vater Ali aus Deutschland abgeschoben worden ist, den Kontakt mit ihm jedoch vermieden habe (in der Annahme, er wolle ihn nicht) und nun unterwegs sei zu seinem Anwesen in Trabzon. Nejat folgt ihm. Als er hört, dass Ali zum Fischen ausgefahren ist, erwartet er ihn am Strand.

## Themen
Zwei der Themen bieten sich durch den Filmtitel, die Kapitelüberschriften sowie den Titel der Trilogie an.
Auf der anderen SeiteIm geografischen Sinne verschlägt es alle sechs Protagonisten im Laufe der Filmhandlung „auf die andere Seite“ (in die Türkei oder nach Deutschland), manche sogar zweimal und keinen wirklich freiwillig. Filmisch am stärksten verdichtet wird dies durch die beiden Särge auf dem Förderband des Istanbuler Flughafens: der eine herab (Yeter), der andere hinauf (Lotte).
Als Metapher verstanden, kann man den Filmtitel für einige der Hauptfiguren (Ali, Ayten, Lotte) juristisch deuten, im Sinne eines biografischen Einschnitts aber wiederum für alle.
TodDer Tod hat in das Lebensschicksal von Yeter und Ali vor langer Zeit schon eingegriffen: beide sind früh verwitwet und haben ihr einziges Kind allein aufgezogen, wie offenbar auch Susanne (die sich weigert, Lottes Vater zu fragen, ob er bereit ist, seine Tochter in der Türkei zu unterstützen.).
Den beiden zur Filmhandlung gehörenden Tötungen ist gemeinsam, dass sie nicht mit Absicht verübt werden. Die eine Tat geschieht in der Privatsphäre, die andere im öffentlichen Raum und völlig anonym (es bleibt sogar ungewiss, ob der Junge, der auf Lotte schießt, in ihr die Frau erkennt, der sie die Tasche entwendet haben). Zu erwähnen ist auch, dass Lottes Tod, in seiner ganzen Sinnlosigkeit, schon an anderer Stelle vorbereitet wird: Als Nejat erklärt, warum er Ayten helfen will, fragt ihn der Beamte, ob es nicht besser sei, das für einen der vielen kurdischen Jungen zu tun, die herrenlos und gewaltbereit durch Istanbuls Straßen vagabundieren. Genau solche Jungen sind es offenbar, die Lotte zum Verhängnis werden.
Auf zwei weitere Themen verweist die Kurzbeschreibung des Films auf der eigenen Webseite: „Sechs Menschen, deren Wege sich auf schicksalhafte Weise kreuzen, ohne sich zu berühren. Erst der Tod führt sie zusammen, auf einer emotionalen Reise zur Vergebung.“
Reue, Vergebung, VersöhnungZu Beginn des Films wird das Thema schon einmal angeschlagen durch das „Bereue!“, das die Muslime von Yeter fordern und dessen Unsinnigkeit durch das, was später geschieht, umso deutlicher zutage tritt: Reue braucht Zeit und kann nur von innen kommen. Folgerichtig gibt der Film diesem Aspekt mehr Raum als dem Wie und Warum eines Todes. Der Gefahr möglicher Sentimentalität entgeht er dadurch, dass die damit verbundene (Wieder-)Annäherung der vier überlebenden Protagonisten nur im Anfangsstadium gezeigt wird. Das gilt besonders für die beiden Männer. Als Anzeichen für Alis beginnende Änderung genügt, dass er jetzt das Buch liest, das sein Sohn ihm vor Jahresfrist gegeben hat (Die Tochter des Schmieds von Selim Özdoğan) – und davon augenscheinlich bewegt ist. Auslöser für Nejats Entschluss, seinerseits auf den Vater wieder zuzugehen, ist Susannes Frage nach dem Hintergrund des Bayram-Festes (Gottes Forderung an Abraham, seinen Sohn zu opfern) und die damit verbundene Erinnerung an seine kindliche Frage an den Vater, ob er ihn auch opfern würde, und dessen Antwort, welche er so zitiert: „Er sagte, er würde sich sogar Gott zum Feind machen, um mich zu beschützen.“
Schicksal und ZufallIn einigen kurzen, schlaglichtartigen Szenen spielt der Film mit der Idee der „sich kreuzenden“, aber „nicht berührenden“ Lebenslinien oder mit der Erwartung des Zuschauers, der Zufall möge helfen, die eine oder andere schicksalhafte „Berührung“ schon früher oder überhaupt herbeizuführen.
In einer von Nejats Vorlesungen sitzt auch Ayten, die nur mit der Absicht gekommen ist, einen ruhigen Platz zum Schlafen zu finden, und die nicht im Entferntesten ahnt, dass sie hier ihre Suche zum Erfolg führen könnte. (Die Einordnung dieser Szene, die schon im ersten Teil vorkommt, ohne dass man Aytens Identität da schon kennt, gelingt allerdings frühestens durch die nächste.)
Das Auto, in dem Lotte mit Ayten auf der Suche nach deren Mutter ist, fährt für ein paar Augenblicke neben einer Straßenbahn, in der Yeter und Nejat am Fenster sitzen, vermutlich auf dem Weg zum oder vom Krankenhaus. (Beim ersten Sehen des Films glaubt man bis dahin, dass Ayten in Bremen von Anfang an nach einer Toten sucht, und man weiß eine der Funktionen der Anfangssequenzen von Teil eins und zwei, die zeitliche Koinzidenz beider anzuzeigen, erst im Nachhinein zu deuten.)
Als Nejat Lotte beiläufig fragt, wie die Frau heißt, der sie helfen will, nennt sie deren falschen Namen, denn der Beamte, über den sie die Besuchserlaubnis zu bekommen hofft, hat das an die Bedingung geknüpft, dass sie niemandem gegenüber den richtigen erwähnt.
Den Flyer mit Yeters Bild, den Nejat ein Jahr lang in seiner Buchhandlung hat hängen lassen, entfernt er auf eine auch eher beiläufige Frage seines „Cousins“ hin ausgerechnet zu einem Zeitpunkt, kurz bevor Ayten dort auftaucht.

## Entstehung
Der Ensemblefilm ist nach Gegen die Wand der zweite Teil der „Liebe, Tod und Teufel“-Trilogie des deutschen Regisseurs. Produziert wurde der Film von Akins eigener Filmproduktionsfirma Corazón International. Er wurde Teilhaber Andreas Thiel gewidmet, der kurz vor Ende der Dreharbeiten verstarb. Co-Produzenten waren der NDR und Filmfirmen in Italien und der Türkei. Noch kurz vor dem Festival in Cannes hatte der Regisseur seinen Film komplett neu geschnitten.
Akin gibt Guillermo Arriaga als seinen dramaturgischen Berater bei dem Film an. Seinem Filmeditor Andrew Bird sprach Akin bei der Verleihung des Europäischen Drehbuchpreises ebenfalls großen Anteil an der letztendlichen Filmdramaturgie zu.
Der NDR-Dokumentarfilm Fatih Akin – Tagebuch eines Filmreisenden dokumentiert die Arbeit des Regisseurs an Auf der anderen Seite. Fatih Akins Kurzfilm Das schwarze Meer (2008) erzählt eine Episode aus dem Film Auf der anderen Seite, die bei der endgültigen Schnittfassung keine Berücksichtigung mehr fand.

## Rezeption

### Premiere in Cannes und Verbreitung
Seine Weltpremiere hatte der Film 2007 auf dem 60. Filmfestival von Cannes, wo er als deutscher Beitrag im Wettbewerb um die Goldene Palme vertreten war und den Preis für das beste Drehbuch sowie den Sonderpreis „Prix du Jury œcuménique“ gewann. Das Filmfestival in Cannes wurde in den türkischen Medien 2007 besonders unter dem Aspekt der Teilnahme eines von einem türkischstämmigen Regisseur aus Deutschland geschaffenen Filmes beachtet. Dies nutzte Akin für eine politische Stellungnahme bei der Preisverleihung in Richtung des Herkunftslandes seiner Eltern.
Auf der anderen Seite sahen in der Türkei am Startwochenende 65.000 Zuschauer. In Deutschland rangierte der Film, nach einem guten bis mäßigen Start ebenfalls fünf Wochen unter den obersten 10 in den Besucherlisten. Auch in weiteren Ländern lief er erfolgreich. Nach dem Gewinn des Filmpreises Lux wurde Auf der anderen Seite in alle 22 Amtssprachen der EU übersetzt. Der Film wurde darüber hinaus als deutscher Beitrag für die Oscarverleihung 2008 ausgewählt, kam allerdings nicht in die Endauswahl.
Auf der anderen Seite lief in zahlreichen Ländern der Welt im Kino, zum Beispiel Frankreich, Finnland, Thailand, Philippinen, Kanada, Deutschland, Österreich, Türkei, Italien, Belgien, Tschechien, Hongkong, Niederlande Australien und UK.

### Schwerpunkte der deutschsprachigen Filmkritik
In der deutschsprachigen Filmkritik gab es Stimmen, die den Film als bedeutungsvoll für die Kinematografien Deutschlands wie der Türkei einschätzten; er verhelfe Akin zu internationaler Geltung, und zum Aufstieg in die Riege von Weltfilmern wie Iñárritu, Meirelles und Egoyan. Er sei Ausdruck eines neuen globalisierten Kinos, das als kritische Ergänzung zu Hollywood nationale Kategorien verwischt. Er baue Brücken zwischen Kulturen, und das Handeln der Figuren sei ein Vertrauenssignal in einer misstrauischen Welt; er wirke „wie ein Serum gegen die „Krieg der Kulturen“-Hysterie.“
Akin sei gegenüber seinen vorangegangenen Werken stilistisch gereift. Er erzähle nicht weniger intensiv, aber raffinierter als zuvor, spannend, „ruhig, beinahe meditativ“, unspektakulär, unaufgeregt und besonnen; er spreche sanft mit einer leise nuancierten Inszenierung. „Dem Film geht alles Behäbige ab. Akin hat es nicht eilig, aber er hält sich auch nirgends länger auf als nötig.“ Es sei mutig, dass er in Zeiten eines ungeduldigen Publikums eine langsame, emotionale, beschwerliche, für ein richtiges Melodrama aber unumgängliche Erzählweise gewählt habe. Der Tonfall wird auch als zarte Melancholie oder virtuose, „fesselnde Balance aus Realismus und Künstlichkeit“ beschrieben. Die F.A.Z. meint, Akin bringe den Figuren und Dingen eine seltene Zugeneigtheit entgegen und erweise sich als genauer Beobachter und ökonomischer Erzähler. Spiegel Online hingegen äußert Bedenken, für Akin-Anhänger sei der Stil eine Zumutung, denn bis anhin habe er instinktiv erzählt und die Figuren gepackt, nun aber sei er verstörend formalistisch geworden. Er nähere sich den Figuren nur zögerlich, so dass sie teilweise fremd bleiben.
Drei Zwischentitel kündigten dem Publikum den weiteren Handlungsverlauf an und machten es so zum Mitwisser des Schicksals. Alles Bemühen der Figuren, den vorgezeichneten Weg abzuändern, sei vergebens, meint der film-dienst. Die gegenüber dem Zuschauer stets transparente, vorgezeigte Erzählstruktur erweise sich als Brechtscher Effekt, der uns vom völligen Abtauchen in die Tragödie abhält und zum Nachdenken anregt, ergänzt die Neue Zürcher Zeitung. Die Welt stellt fest, Akin erzähle im Telegrammstil, aber mit Telegrammen, die statt Fakten „lieber deren emotionalen Nachhall“ übermitteln, was sich nur wenige, sehr gute Regisseure trauten und das beim Publikum ein eigenes Nachdenken anstoße. „Dass die hochkonzentrierte Dramatik des Geschehens dabei ihren Spannungsbogen ungebrochen halten kann und niemals in billige Sentimentalität abgleitet, verdankt sich dem von Akin selbst verfassten, klug konstruierten Drehbuch.“ (NZZ) Andere Rezensionen urteilen, hier liege kein „episodischer Einheitsteppich“ vor in der Art von Babel (2006), die Handlungsstränge seien geschickt verflochten, die Figuren, ihre Geschichten und Orte fügten sich Sinn ergebend zu einem Ganzen, die Einzelteile überzeugten ebenso wie die Summe. Einzig Focus fand die Verbindungen in der Handlungskonstruktion etwas erzwungen.
Mehrere Stimmen äußerten die Ansicht, Akin habe fast schon zu viele Themen in den Film gepackt, sie könnten auf drei Filme gestreckt werden. Die Figuren wirkten wie Platzhalter für die vielen großen Themen, die Akin irgendwie im Film habe unterbringen wollen, die Auszeichnung des Drehbuchs sei daher unangemessen; manches laufe zu schnell ab. Nach Einschätzung des film-dienstes repräsentieren die Figuren das ganze Spektrum unterlassener und versuchter, geglückter und gescheiterter Integration in eine andere Kultur, von Heimatsehnsucht und Heimatlosigkeit, sie sind zurückgezogen oder stehen im Leben. Lob finden die präzisen Porträts, die starke Leistung des Ensembles und Akins geniale Führung der Schauspieler, die ihnen Entfaltungsraum gewähre und sie ansporne. Er hole aus Schygullas Figur sehr viel heraus, sie sei das Beste am Film, ihre Rolle weiche erfrischend von den Auftritten ab, die man von ihr gewohnt sei. Die Frankfurter Rundschau sieht allerdings die Hauptfigur, den Germanistikprofessor Nejat, durch Schygullas Stärke an den Rand gedrängt.

### Kritikenspiegel
Positiv
- epd Film Nr. 10/2007, S. 28–30, von Rainer Gansera
(Akin erlangt zu Recht Weltgeltung; genial geführte Darsteller.)
- film-dienst Nr. 20/2007, S. 31–32, fd 38349, von Oliver Rahayel
(komplexe Figuren- und Handlungskonstellation sinnvoll verknüpft, verbindet überzeugend Realismus und Künstlichkeit.)
- F.A.Z., 24. Mai 2007, S. 37, von Michael Althen: Doppelt tot hält besser.
(ein Muss, spannend, ökonomisch und liebevoll erzählt, Schygulla ein Ereignis.)
- Frankfurter Rundschau, 27. September 2007, S. 33, von Daniel Kothenschulte: Hinter der Wand.
(bedeutungsvoll für deutsches wie türkisches Kino, mutig inszeniert, stark gespielt.)
- Hamburger Abendblatt, 20. September 2007, S. 8, von Volker Behrens: Mit dem Tod auf Augenhöhe.
(„raffiniert, intensiv, gereift“, starke Darsteller.)
- Neue Zürcher Zeitung, 4. Oktober 2007, S. 49, von Alexandra Stäheli: Liebe ist stärker als der Tod.
(Bewunderung; Buch und Dramaturgie sind geschickt.)
- Spiegel Online, 25. September 2007, von Christian Buß: Jedem seine eigene Heimat.
(Akin schließt zu Filmautoren wie Alejandro González Iñárritu, Fernando Meirelles und Atom Egoyan auf.)
- Die Welt, 26. September 2007, S. 27, von Hanns-Georg Rodek: Reue und Vergebung.
(mutiger, sanfter Erzählstil.)

Eher positiv
- Focus, 24. September 2007, S. 74, von Harald Pauli: Du bist Deutschländer.
(konstruiert wirkendes Drehbuch, aber nuancierte Regie.)

## Auszeichnungen (Auswahl)
- Internationale Filmfestspiele von Cannes 2007: Preis für das beste Drehbuch und Preis der Ökumenischen Jury (Prix du Jury oecuménique)
- Grand Prize Lino Brocka Award 2007, Manila, Philippinen
- 44. Filmfestival in Antalya: Großer Preis der Jury, Preis für Beste Regie, weitere Preise für Tuncel Kurtiz, Nursel Köse, Andrew Bird und Hanna Schygulla (Ehrenpreis)
- Offizielle deutsche Einreichung für den Oscar für den „Besten fremdsprachigen Film 2007“
- Lux, Filmpreis des Europaparlaments (2007)
- Norddeutscher Filmpreis für den „Besten Spielfilm“ auf den Nordischen Filmtagen in Lübeck 2007
- Europäischer Filmpreis 2007 für das Beste Drehbuch, sowie Nominierungen in den Kategorien Film und Regie
- Kulturnews-Award 2007 für den „besten Film“
- Bayerischer Filmpreis 2007 für Regie
- César-Nominierung 2008 in der Kategorie „Bester ausländischer Film“
- Deutscher Filmpreis 2008: gewonnen in den Kategorien Bester Spielfilm, Regie, Drehbuch und Schnitt, Nominierung in der Kategorie Nebendarstellerin (Hanna Schygulla)
- 4. Internationales Filmfestival Dubrovnik 2008: Bester Spielfilm
- 10. RiverRun International Film Festival in Winston-Salem, North Carolina 2008: Best Narrative Feature, Best Screenplay, Best Actress (Schygulla)
- Film+ Schnitt Preis 2008, für Andrew Bird in der Kategorie Schnitt Preis Spielfilm
- National Society of Film Critics Award 2009: Beste Nebendarstellerin (Schygulla)

## Gespräche
- Mit Fatih Akin in epd Film Nr. 10/2007

## Film
- Monique Akin (Drehbuch-Konzept und Regie): Fatih Akin – Tagebuch eines Filmreisenden. TV-Dokumentarfilm über die Arbeit an Auf der anderen Seite. NDR, Deutschland 2008.